# Joseph Fernex
Joseph Fernex, mort assassiné le 14 février 1795 à Lyon, est un révolutionnaire français.
Ouvrier de la soie à Lyon, proche de Chalier, il est l'un des cinq juges de la commission révolutionnaire installée dans la ville après la victoire des armées républicaines sur la municipalité rebelle. Un historien du siège de Lyon prétend que « Fernex était le seul des juges de la Commission à qui on ne put jamais arracher la moindre marque de sensibilité ». Lui-même disait souvent : « donne ma vie pour que la Révolution triomphe. »
En mai 1794, il est nommé juge à la commission populaire d'Orange, présidée par Jean Fauvety. Après le 9 Thermidor, la commission est suspendue le 4 août, et le comité de salut public ordonne l'arrestation de ses membres le 27. Échappant aux poursuites, il se cache à Miribel, où il est arrêté et ramené à Lyon. Extrait de la maison d'arrêt le 14 février 1795 (26 pluviôse an III), à 14 heures, escorté par 20 hussards, 20 soldats, 4 gendarmes et 4 guides à pied, il est massacré par la foule, qui lui jette des pierres et lui donne des coups de canne, alors qu'on le conduisait des Terreaux à la prison Saint-Joseph, et son corps est jeté dans le Rhône. Ce meurtre, qui cause une profonde émotion, marque le déclenchement de la Terreur blanche.